# Qwerty (canção)
"Qwerty" (estilizada em letras maiúsculas) é uma canção da banda norte-americana de rock Linkin Park. Concebida originalmente durante as sessões de gravação de seu terceiro álbum de estúdio, Minutes to Midnight (2007), a canção estreou em uma mini turnê de quatro shows da banda realizada no Japão em agosto de 2006, que serviu como uma pausa do estúdio enquanto produzia o disco. A versão de estúdio da faixa estreou no LP Underground 6.0 (2006), um álbum disponibilizado exclusivamente para o fã-clube oficial da banda lançado em 5 de dezembro de 2006.
Posteriormente, figurou nas compilações Songs from the Underground (2008) e A Decade Underground (2010), bem como em uma versão em 8 bits presente na trilha sonora do jogo eletrônico do próprio Linkin Park, 8-Bit Rebellion! (2010). A canção foi lançada oficialmente nas plataformas digitais em 12 de abril de 2024, e como o segundo single da compilação Papercuts (Singles Collection 2000–2023) (2024) em 26 de abril.

## Faixas e formatos
| Single digital – Qwerty (Live in Tokyo, 2006) |                                |         |  |
| N.º                                           | Título                         | Duração |  |
| 1.                                            | "Qwerty (Live in Tokyo, 2006)" | 3:54    |  |
| 2.                                            | "Qwerty (Instrumental)"        | 3:21    |  |
| 3.                                            | "Qwerty"                       | 3:21    |  |

## Desempenho nas tabelas musicais
| Tabela musical (2024)                           | Melhor posição |
| ----------------------------------------------- | -------------- |
| Estados Unidos (Alternative Digital Song Sales) | 10             |
| Estados Unidos (Hard Rock Digital Song Sales)   | 3              |
| Estados Unidos (Hot Hard Rock Songs)            | 5              |